# Owtscha Kupel
Owtscha Kupel (Bulgarisch: Овча Купел) ist ein Stadtbezirk im Südwesten der bulgarischen Hauptstadt Sofia. Im Jahr 2006 hatte der Bezirk 47.380 Einwohner. Es befindet sich 6 km südwestlich des Stadtzentrums von Sofia.

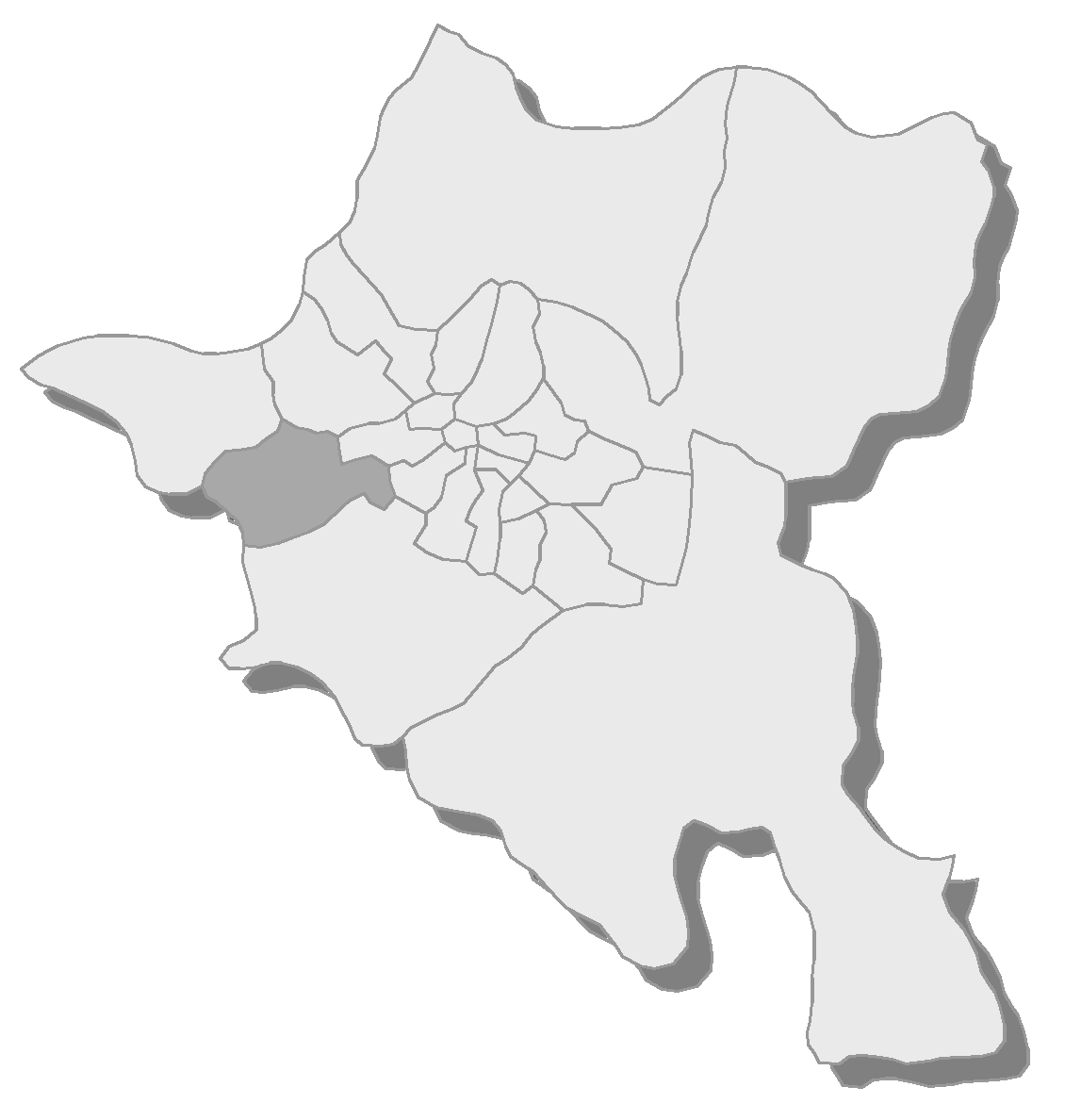

## Sonstiges
Der Bezirk ist Heimat von Slawia Sofia, einem Fußballverein mit dem Owtscha-Kupel-Stadion. Dort befindet sich unter anderem auch die Neue Bulgarische Universität.